# Mulhacén
Mulhacén är en bergstopp på Iberiska halvön och med sina 3 482 m den högsta på halvön. Den ingår i bergskedjan Sierra Nevada och ligger i Granadaprovinsen i sydöstra Spanien. Namnet kommer från Muley Hacén, en granadakung som sägs vara begravd på berget. Bergets lättillgänglighet och närheten till Costa del Sol medför att det normalt sett sker årliga dödsolyckor med oerfarna bergsbestigare, skid- och snowboardåkare. Bergets höjd över havet i kombination med närheten till Medelhavet och Gibraltarsund innebär att kraftiga väderomslag kan komma mycket hastigt och oväntat.
Bestigning av berget kan göras från Pico del Veleta, men det kan vara svårt beroende på stora snömängder. Det enklaste och säkraste är att använda sig av den flackare sydsluttningen i Alpujarras-dalen.
Mulhacén bestegs första gången 1910 enligt nutida historia. Eftersom bestigningen är enkel från den sydliga sluttningen har säkert många av bygdens herdar från de moriska byarna redan varit uppe många gånger innan dess. 